# Заблоце (Клодзький повіт)
Заблоце (пол. Zabłocie, нім. Krotenpfuhl) — село в Польщі, у гміні Бистшиця-Клодзька Клодзького повіту Нижньосілезького воєводства.
Населення — 168 осіб (2011).
У 1975-1998 роках село належало до Валбжиського воєводства.

## Демографія
Демографічна структура станом на 31 березня 2011 року:
|          | Загалом | Допрацездатний вік | Працездатний вік | Постпрацездатний вік |
| -------- | ------- | ------------------ | ---------------- | -------------------- |
| Чоловіки | 81      | 15                 | 59               | 7                    |
| Жінки    | 87      | 13                 | 54               | 20                   |
| Разом    | 168     | 28                 | 113              | 27                   |